# Каззаз
Каззаз (перс. كزاز) — село в Ірані, у дегестані Поль-е Доаб, у бахші Заліян, шагрестані Шазанд остану Марказі. За даними перепису 2006 року, його населення становило 2148 осіб, що проживали у складі 536 сімей.

## Клімат
Середня річна температура становить 11,57 °C, середня максимальна – 30,57 °C, а середня мінімальна – -10,82 °C. Середня річна кількість опадів – 232 мм.
| Клімат поселення                              | Клімат поселення | Клімат поселення | Клімат поселення | Клімат поселення | Клімат поселення | Клімат поселення | Клімат поселення | Клімат поселення | Клімат поселення | Клімат поселення | Клімат поселення | Клімат поселення | Клімат поселення |
| Показник                                      | Січ.             | Лют.             | Бер.             | Квіт.            | Трав.            | Черв.            | Лип.             | Серп.            | Вер.             | Жовт.            | Лист.            | Груд.            |                  |
| Середній максимум, °C                         | 6,87             | 8,68             | 12,54            | 18,80            | 23,75            | 30,10            | 30,57            | 30,08            | 25,77            | 19,10            | 12,06            | 6,90             |                  |
| Середня температура, °C                       | −1,98            | −0,16            | 3,70             | 9,96             | 14,90            | 21,23            | 25,04            | 24,52            | 20,24            | 13,56            | 6,52             | 1,36             |                  |
| Середній мінімум, °C                          | −10,82           | −9,01            | −5,15            | 1,12             | 6,05             | 12,40            | 19,48            | 18,98            | 14,68            | 8,01             | 0,98             | −4,19            |                  |
| Норма опадів, мм                              | 35               | 36               | 42               | 30               | 22               | 3                | 2                | 1                | 0                | 8                | 22               | 31               |                  |
| Середньомісячна швидкість вітру, м/с          | 1.34             | 1.97             | 2.39             | 2.79             | 2.46             | 2.30             | 2.28             | 2.14             | 2.07             | 2.11             | 1.88             | 1.26             |                  |
| Середньомісячна сонячна радіація, кДж/м²·день | 9653             | 12799            | 15481            | 18629            | 22599            | 26890            | 25917            | 24321            | 21461            | 16005            | 11315            | 9347             |                  |
| --------------------------------------------- | ---------------- | ---------------- | ---------------- | ---------------- | ---------------- | ---------------- | ---------------- | ---------------- | ---------------- | ---------------- | ---------------- | ---------------- | ---------------- |
| Джерело:                                      |                  |                  |                  |                  |                  |                  |                  |                  |                  |                  |                  |                  |                  |